# Marija Valerjevna Butyina
Marija Valerjevna Butyina (oroszul: Мари́я Вале́рьевна Бу́тина; Barnaul, 1988. november 10. –) oroszországi politikus, az Állami Duma képviselője, az Egységes Oroszország párt tagja. A Duma két bizottságának tagja: a külügyi bizottságnak és az idegen országoknak Oroszország belügyeibe való beavatkozását vizsgáló bizottságnak.
2019-ben az Egyesült Államokban 18 hónap börtönre ítélték az országban 2015 és 2017 között végzett regisztrálatlan ügynöki munkájáért.

## Pályafutása
Butyina az Altaji határterületen Barnaulban született. Apja bútorkészítő vállalkozó, anyja mérnök. Az Altaji Állami Egyetemen politológiát és pedagógiát tanult. Politikai tevékenységét a fegyverviselés szabadságáért tevékenykedő Jog a Fegyverekhez (oroszul Право на оружие) nevű szervezetben kezdte, amelynek 2010 és 2014 között választmányi elnöke volt. Ennek keretében szervezője volt „Az én házam, az én váram” (oroszul Мой дом — моя крепость) kampánynak, amely az otthon fegyveres védelméhez való jogot kívánta törvényesen elismertetni. 2008-ban beválasztották az Altaji határterület közgyűlésébe.
2018 júliusában Washingtonban letartóztatta az FBI és vád alá helyezték, amiért az Orosz Föderáció ügynökeként szolgált az Egyesült Államokban, „a főügyész tudta nélkül.” 2018 decemberében bűnösnek vallotta magát „összeesküvés, nem regisztrált ügynöki munkavégzés” vád alatt. 2019 áprilisában 18 hónap börtönre ítélték. Ebből öt hónapot a Tallahassee Szövetségi Javítóintézetben töltött le, illetve a tárgyalása előtti letöltött kilenc hónapot is beleszámították büntetésébe. 2019 októberében engedték ki, majd Oroszországba deportálták. Tagadta, hogy orosz ügynök lett volna. Két évvel később megválasztották az Állami Duma tagjának.